# Brama Bernardyńska na Wawelu
Brama Bernardyńska – jedna z bram wjazdowych na wzgórzu wawelskim, położona w południowej części wzgórza, w pobliżu baszty Sandomierskiej. Zbudowana wg projektu architekta Adolfa Szyszko-Bohusza w okresie okupacji hitlerowskiej na miejscu bramy z mostem zwodzonym – jednej z 4 bram fortecznych wzniesionych w latach 1849–1854 przez Austriaków w trakcie przekształcania Wawelu w cytadelę twierdzy Kraków.
Projektowanie bramy rozpoczął Adolf Szyszko-Bohusz w kwietniu 1941 roku, jednak po odrzuceniu pierwszego projektu, powstał w okresie od  sierpnia do września 1942 drugi projekt. W czerwcu 1941 roku odbył się przetarg, który wygrała firma Hochtief. Firma ta po wyburzeniu bramy austriackiej zrealizowała prace budowlane do 13 marca 1943 roku. Prace kamieniarskie takie jak detale z ciosów wapiennych wykonała krakowska firma H. Gryzmołowicza. Na bramie miał być zamontowany orzeł, ale zamiaru tego nie zrealizowano. Korpus bramy był gotowy z końcem grudnia 1942, a następnie otwór przejazdu zamknięto broną przesuwaną przy pomocy mechanizmu sporządzonego wg projektu fabryki Zieleniewskich w Krakowie.

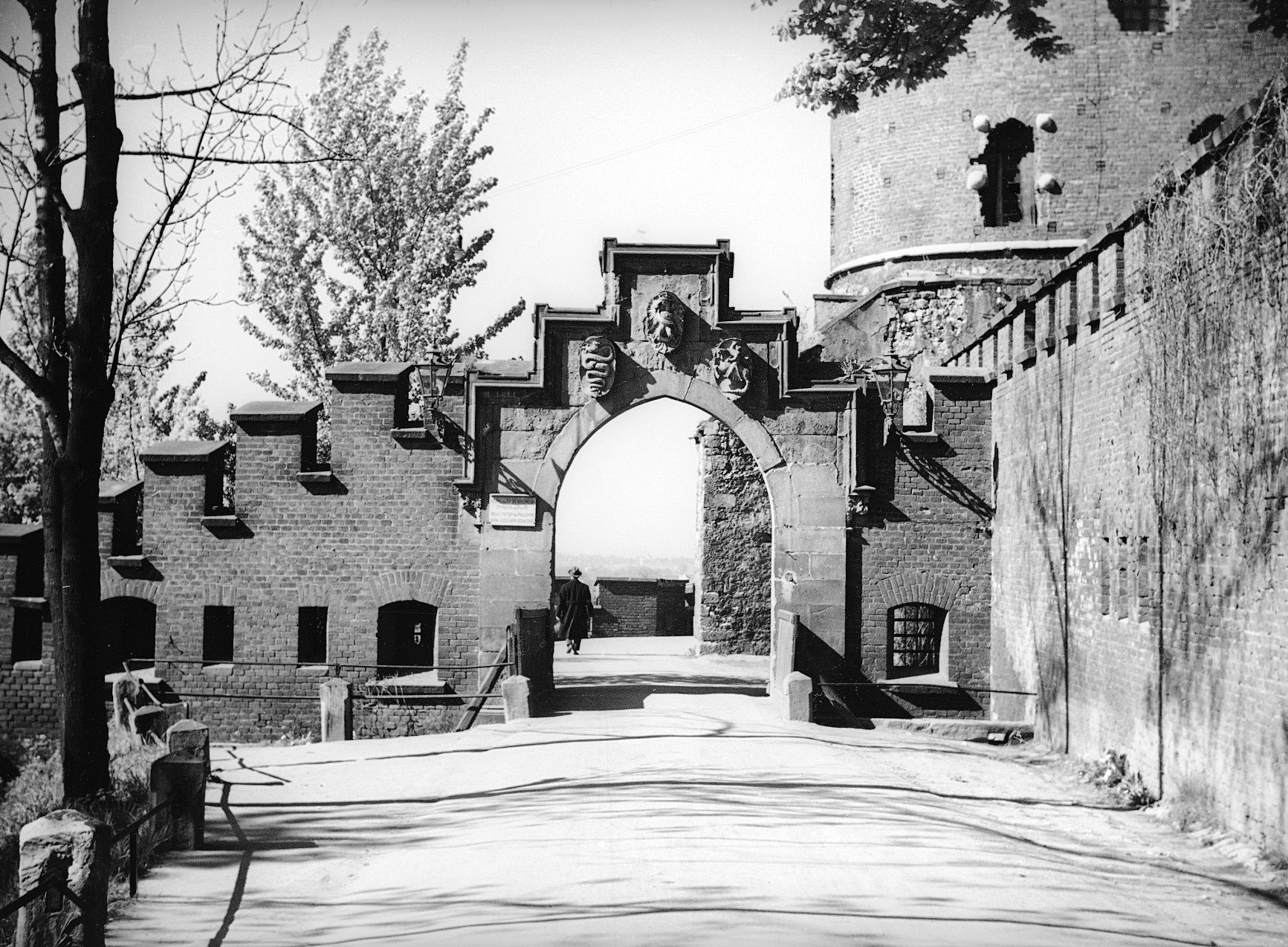
Austriacka brama wjazdowa, wyburzona przez Niemców
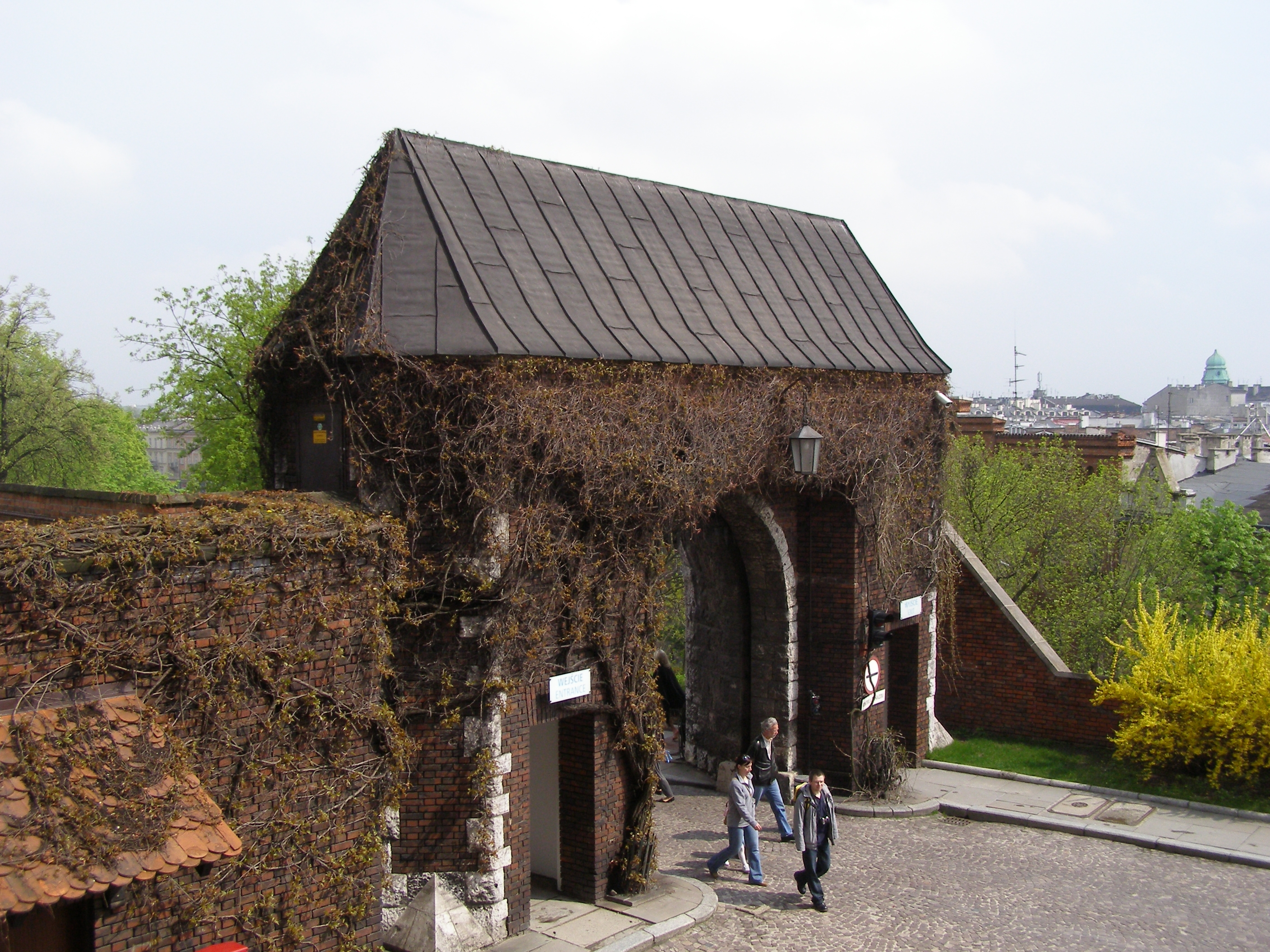
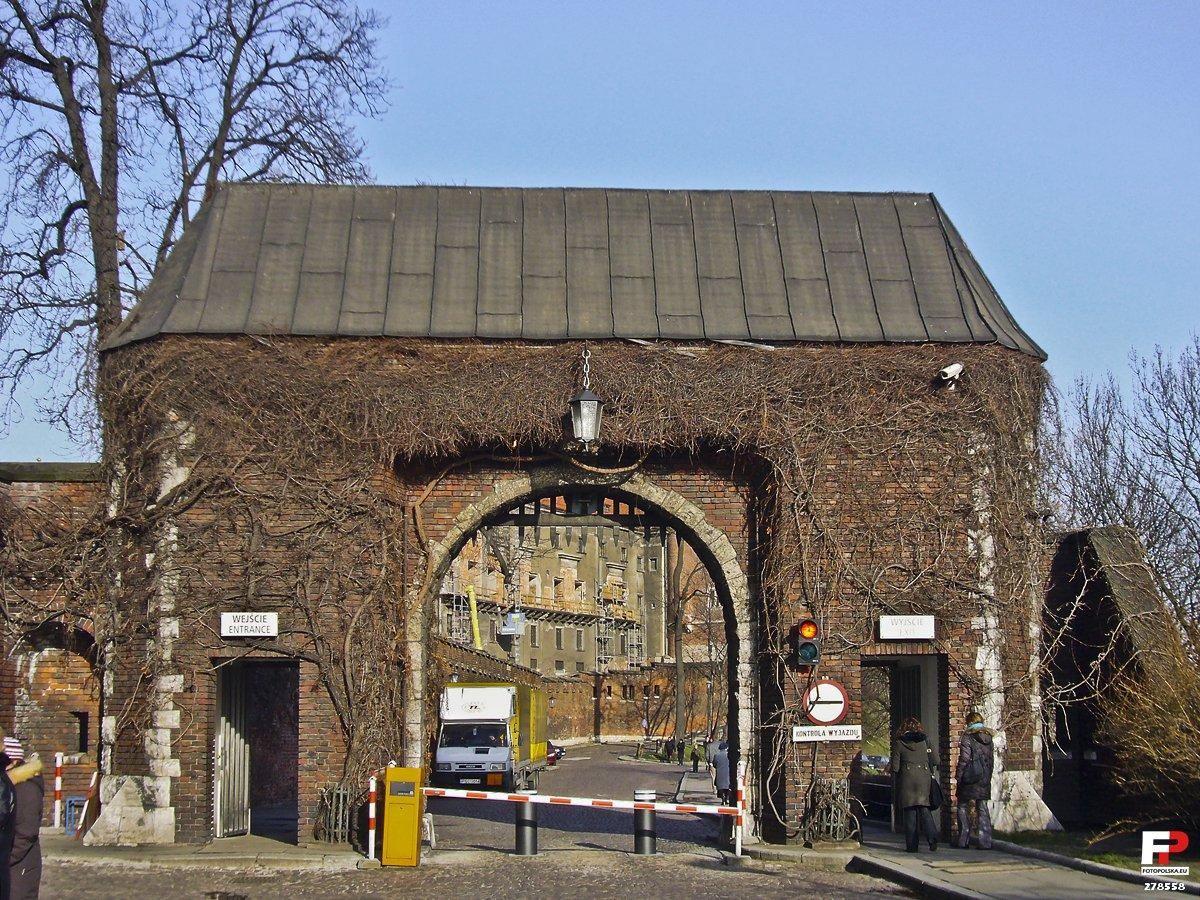